# Distoleon canariensis
Distoleon canariensis là một loài côn trùng trong họ Myrmeleontidae thuộc bộ Neuroptera. Loài này được Tjeder miêu tả năm 1940.